# Мака-Казмаляр
Мака-Казмаляр (лезг. Макьар) — село в Магарамкентском районе Дагестана. Входит в состав сельсовета «Гарахский».

## Географическое положение
Расположено в 32 км к юго-западу от районного центра с. Магарамкент, на правом берегу реки Самур.

## Население
| 1970 | 1989 | 2002 | 2010 | 2021 |
| ---- | ---- | ---- | ---- | ---- |
| 93   | ↘70  | ↗140 | ↗152 | ↘117 |